# Рене Нікола де Мопу
Рене́ Нікола́ де Мопу́ (фр. René Nicolas de Maupeou), повне ім'я Рене́ Нікола́ Шарль Огюсте́н де Мопу́, маркі́з де Мора́нгль і де Бюллі́, віко́нт де Брюйє́р-ле-Шате́ль (фр. René Nicolas Charles Augustin de Maupeou, marquis de Morangles et de Bully, vicomte de Bruyères-sur-Oise) — французький політик і високопосадовець при дворі короля Людовика XV. Канцлер Франції і зберігач печаток (1768—1774), перший міністр Франції (1770—1774).

## Життєпис
Рене Нікола походив з роду де Мопу, члени якого зазвичай обирали парламентські або церковні посади, або служили у війську. Він був старшим сином у сім'ї Рене Шарля де Мопу, першого президента паризького парламенту і канцлера, та Анни Вікторії де Ламоньйон. З відомих родичів мав молодшого брата Луї (1716—1800), який у піхоті дослужився до звання генерал-лейтенанта. Хоча Рене Нікола народився у Монпельє, його дитинство пройшло у Парижі, де він закінчив ліцей Людовика Великого.
22 січня 1744 року одружився з Анною Маргаритою Терезою де Роншероль, дочкою Шарля Мішеля Франсуа, маркіза де Роншероль і Анжеліки Маргарити де Жассо. Єдина дочка своїх батьків, вона рано осиротіла і вже замолоду насолоджувалась величезним статком, отриманим у спадок. Втім, шлюб тривав недовго. 21 квітня 1752 року Анна померла, встигши народити перед тим двох синів.
Сучасники характеризували Рене Нікола де Мопу як гордовиту, злу, безпринципну людину, королівського підлабузника і нахабу. За час роботи на високих посадах канцлер значно збільшив свої статки, скуповуючи національне майно. Коли 1790 року він дізнався, що влада потребує грошей, то надав державній скарбниці безпроцентний кредит у півмільйона ліврів. Помер 1792 року у вигнанні, в Ле-Тюї.

## Діяльність

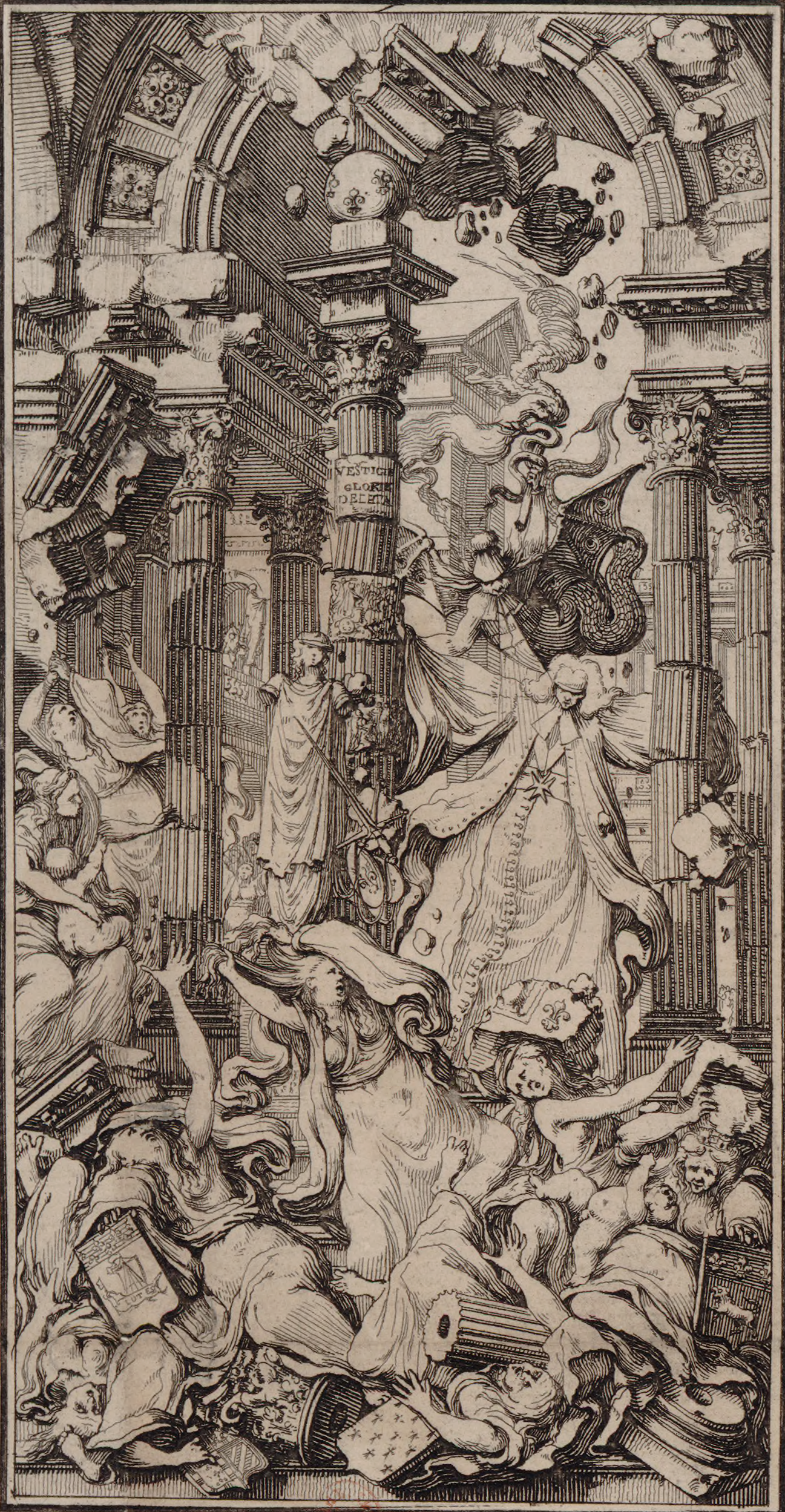
Сатирична гравюра, на якій зображено де Мопу в образі біблійного Самсона (натяк на розвал парламенту).

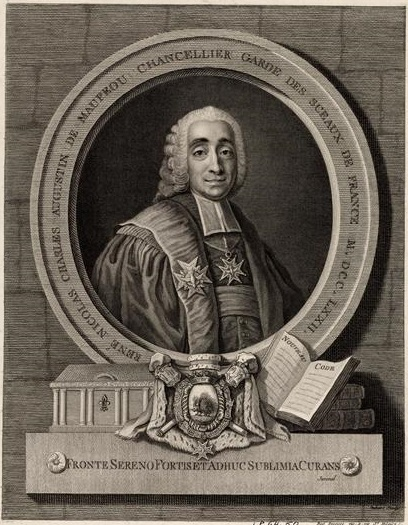
Гравюра з портретом канцлера, створена у рік його смерті.

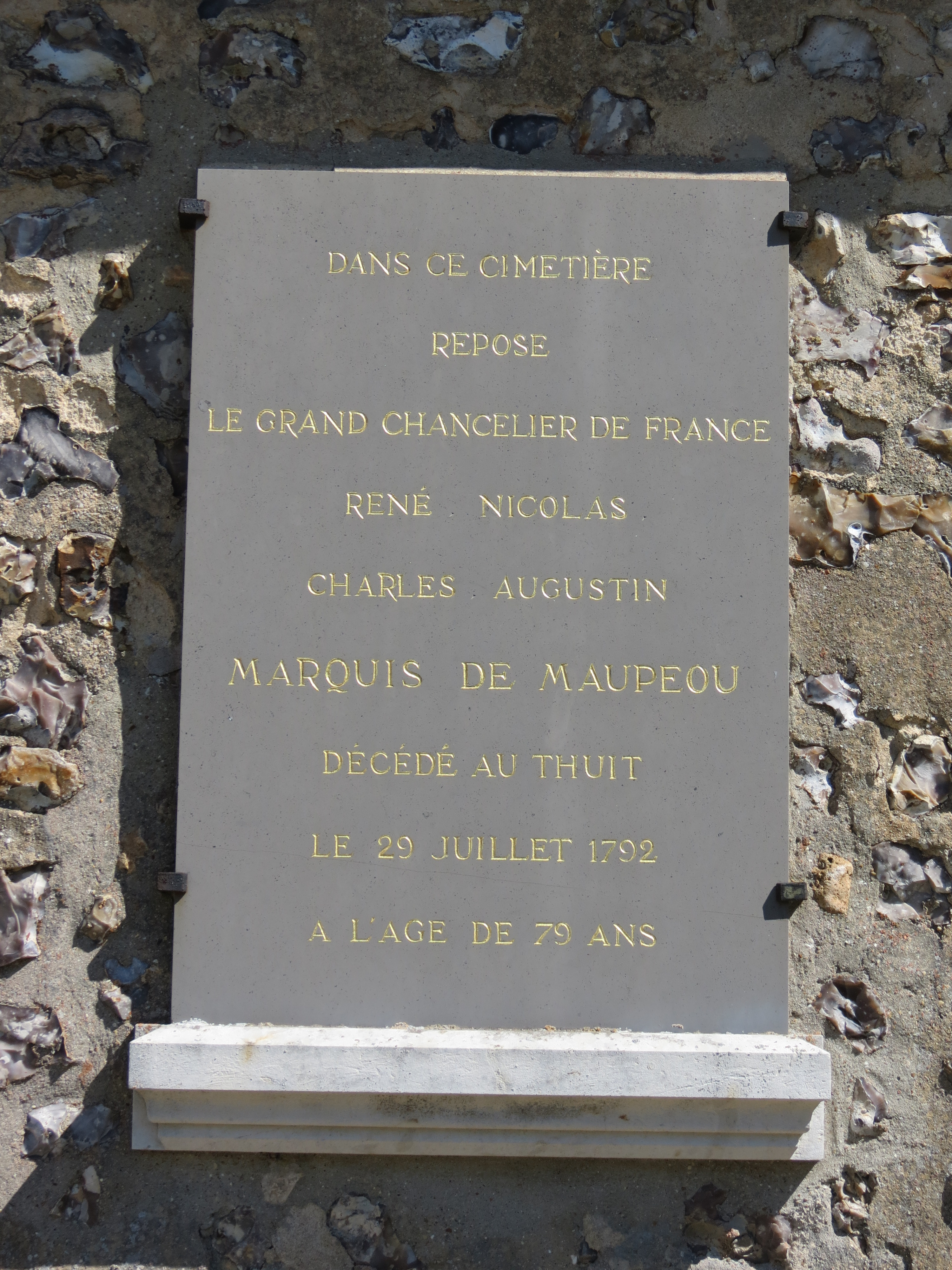
Пам'ятна дошка на церкві святого Мартіна.

Вже у 19-річному віці Рене Нікола призначили радником 3-ї палати паризького парламенту. Це сталося 11 серпня 1733 року. Під час роботи він неодноразово виказував думки, які не сприймалися більшістю парламентарів, тому з 1755 року між ним і парламентарями виникла певна конфронтація. Згодом перший президент парламенту Рене Шарль де Мопу змушений був піти з посади. Натомість, Рене Нікола вдалося завоювати прихильність короля Людовика XV, забезпечивши тим самим необхідну підтримку своєї влади.
Коли наступний президент парламенту Моля подав у відставку, а канцлер Ламоньйон відправився у заслання, король призначив віце-канцлером і зберігачем печаток старого Рене Шарля де Мопу. Втім батькові на той час було 75 років, тому він потребував помічника, яким, природно, обрав власного сина. 12 жовтня 1763 року Рене Нікола де Мопу став першим президентом парламенту Парижа. 14 вересня 1768 року Гійом де Ламоньйон, канцлер Франції, подав у відставку, а на його місце відразу призначили старого Шарля де Мопу. Однак він пробув на посаді лише один день і негайно вийшов на пенсію, щоби пожиттєво зберегти за собою почесний титул канцлера. Батька на посаді заступив син. Таким чином 16 вересня 1768 року Рене Нікола де Мопу став канцлером Франції. Попри те, що посади канцлера і зберігача печаток до того були розділені, заради Рене Нікола їх об'єднали і вже 18 вересня 1768 року Рене обійняв і посаду зберігача печаток також.
У цей період він був союзником королівського фаворита, міністра закордонних справ Шуазеля, однак коли той впав у немилість, де Мопу негайно зрадив товариша і перейшов на бік його супротивника герцога д'Егільйона і королівської коханки дю Баррі, з якою до того ворогував. Наслідком протистояння між королівською і парламентською гілками влади став арешт усіх опозиційних парламентарів, який відбувся 20 січня 1771 року. Коли арештантів відправили у заслання, де Мопу вдався до наступного кроку — неоднозначної парламентської реформи. При цьому він фактично розділив єдиний парламент Парижа на шість виборчих округів, кожен з яких мав свою вищу раду і суверенну юрисдикцію. Шляхта і колишня магістратура активно протистояли цим нововведенням, збурення охопило всю країну. Тоді канцлер вигнав з парламенту всіх супротивників, а з залишків утворив так званий парламент Мопу. Це виборче зібрання було предметом постійних глузувань і презирства. Зрештою 24 серпня 1774 року Людовик XVI, змушений дослухатися до народних настроїв, за порадою міністра Морепа звільнив Рене Нікола де Мопу з посади зберігача печаток, чому сприяла і особиста неприязнь монарха, який вважав де Мопу зарозумілим. Однак посаду канцлера той полишити не погодився. Після цього де Мопу був вигнаний і переїхав до своїх маєтків у Нормандії.